# بيتر أوبراين (لاعب اتحاد الرغبي)
بيتر أوبراين (بالإنجليزية: Angus O'Brien)‏ هو لاعب اتحاد الرغبي بريطاني، ولد في 17 سبتمبر 1994 في كارليون في المملكة المتحدة.